# Reinhold von Wistinghausen
Reinhold Alexander Karl Christian von Wistinghausen (auch Renauld Alexander von Wistinghausen, russisch:Райнхольд Александр Кристиан фон Вистингаузен, * 20. Juni 1863 in Reval; † 12. Oktober 1939 in Berlin) war ein deutsch-baltischer Adliger, Mediziner und Mitbegründer der estnischen Ärztegesellschaft.

## Wirken
Reinhold Alexander v. W. besuchte von 1873 bis 1883 die Ritter- und Domschule zu Reval. Sein medizinisches Studium begann er im Jahre 1884 an der Kaiserlichen Universität Dorpat und schloss es 1892 ab. Danach war er bis 1894 Assistenzarzt in der Chirurgie des Bezirkshospitals in Dorpat. 1894 promovierte er zum Doktor der Medizin und begann als Volontärassistent an der Chirurgischen Universitätsklinik in Königsberg, dem schloss sich ein Anschlussstudium in Berlin an. Von 1895 bis 1918 war er freipraktizierender Arzt in Reval, zwischenzeitlich leitete 1896 zeitweise eine Privatklinik in Hapsal. Zum Jahresende 1896 arbeitete er als Ordinator in der Chirurgischen Abteilung und wurde 1897 außeretatmäßiger Arzt am Kollegium der Allgemeinen Fürsorge. Seine nächste medizinische Aufgabe war von 1906 bis 1908 die Anstellung als Arzt an der Ritter- und Domschule, es folgte von 1914 bis 1916 die Chefarztstellung am Hospital des Roten Kreuzes. Danach von 1916 bis 1918 war er Ordinator und 1917–1918 Direktor der Chirurgischen Abteilung des Hospitals der Allgemeinen Fürsorge.
Weiterhin war er von 1905 bis 1917 Geschäftsführer und ständiges Mitglied der Estnischen-Sanitäts-Kommission und erhielt den Rang eines Kollegialrates. Von 1902 bis 1908 war er Vorsitzender und späteres Ehrenmitglied der Gesellschaft praktischer Ärzte in Reval. 1903 wurde er zum Vorsitzenden der Estnischen Ärzte-Gesellschaft gewählt.
Ab 1918 war er in Deutschland als Chirurg am Lazarett des Roten Kreuzes, 1919 Assistent und Titularoberarzt an den Heilstätten der Landesversicherungsanstalten Berlin und schließlich wurde er 1922 Leiter der Kindertuberkulosen-Abteilung in Beelitz. 1930 ging er in den Ruhestand und lebte bis zu seinem Tod in Berlin.

## Herkunft und Familie
Reinhold Alexander von Wistinghausen stammte aus dem deutsch-baltischen Adelsgeschlecht von Wistinghausen, welches seit der Mitte des 17. Jahrhunderts überwiegend in Reval ansässig war. Sein Vater war der Mediziner und russische Kammerherr Karl Alexander von Wistinghausen (1826–1883), der in 1. Ehe mit Marie Rodde (1828–1866) verheiratet war. Reinhold Alexander heiratete 1897 Elisabeth (Else) Dagmar von Ramm (* 1865) aus dem Hause Hohenheim bei Hapsal. Ihre Nachkommen waren:
- Werner Felix von Wistinghausen (1898–1918)
- Lothar Eduard Adolph Karl von Wistinghausen (* 1899, † um 1940 in Neusustrum), Dr. phil., Chemiker, Opfer[3] des NS-Regimes
- Kurt Roderich Thomas Klas von Wistinghausen (* 1901, † 1986 in Filderstadt) ⚭ Elisabeth Steeb (1908–1985)
- Almar Johann Christian Jakob von Wistinghausen (* 1904, † 1989) ⚭ Inge Marie von Bonin (* 1908 in Grabow)